# In My Mind (álbum)
In My Mind es el álbum debut en solitario del rapero estadounidense Pharrell Williams. Fue lanzado el 25 de julio de 2006 por el sello Star Trak. Contiene la colaboración de numerosos artistas como Gwen Stefani, Kanye West, Jay-Z, Nelly, Slim Thug, Snoop Dogg, Lauren London, Jamie Cullum y Pusha T de Clipse. De él se desprenden los sencillos "Can I Have It Like That", "Angel" y "Number One" Fue nominado en los Premios Grammy de 2007 en la categoría ""Mejor álbum de rap".

## Lista de canciones
| N.º | Título                                         | Escritor(es)                          | Duración |  |
| 1.  | «Can I Have It Like That» (con Gwen Stefani)   | Pharrell Williams                     | 3:55     |  |
| 2.  | «How Does It Feel?»                            | Pharrell Williams                     | 3:35     |  |
| 3.  | «Raspy Shit»                                   | Pharrell Williams                     | 3:34     |  |
| 4.  | «Best Friend»                                  | Pharrell Williams                     | 4:40     |  |
| 5.  | «You Can Do It Too» (con Jamie Cullum)         | Pharrell Williams                     | 5:22     |  |
| 6.  | «Keep It Playa» (con Slim Thug)                | Pharrell Williams, Stayve Thomas      | 4:18     |  |
| 7.  | «That Girl» (con Snoop Dogg & Charlie Wilson)  | Pharrell Williams, Calvin Broadus Jr. | 4:01     |  |
| 8.  | «Angel»                                        | Pharrell Williams                     | 2:44     |  |
| 9.  | «Young Girl"/"I Really Like You» (con Jay-Z)   | Pharrell Williams, Shawn Carter       | 8:13     |  |
| 10. | «Take It Off (Dim the Lights)»                 | Pharrell Williams                     | 4:07     |  |
| 11. | «Stay with Me» (con Pusha T)                   | Pharrell Williams, Terrence Thornton  | 4:06     |  |
| 12. | «Baby» (con Nelly)                             | Pharrell Williams, Cornell Haynes     | 4:06     |  |
| 13. | «Our Father»                                   | Pharrell Williams                     | 3:27     |  |
| 14. | «Number One» (con Kanye West)                  | Pharrell Williams, Kanye West         | 3:56     |  |
| 15. | «Show You How to Hustle» (con Lauren)          | Pharrell Williams                     | 4:13     |  |
| 16. | «Swagger International» (Bonus track en Japón) | Pharrell Williams                     | 4:14     |  |

## Listas
| País           | Lista (2006)            | Mejor posición |
| -------------- | ----------------------- | -------------- |
| Alemania       | German Albums Chart     | 14             |
| Australia      | Australian Albums Chart | 15             |
| Bélgica        | Belgian Albums Chart    | 5              |
| Canadá         | Canadian Albums Chart   | 8              |
| Estados Unidos | Billboard 200           | 3              |
| Finlandia      | Finnish Albums Chart    | 27             |
| Francia        | French Albums Chart     | 29             |
| Japón          | Japanese Albums Chart   | 8              |
| Países Bajos   | Dutch Albums Chart      | 3              |
| Reino Unido    | UK Albums Chart         | 7              |
| Suiza          | Swiss Albums Chart      | 5              |